# 1471
| [ Edytuj tabelę ]                          | |
| Król Polski                                | - 1447 Kazimierz IV Jagiellończyk 1492 |
| Książę Albanii                             | - 1446 Lekë Dukagjini 1481 |
| Współksiążęta Andory                       | - 1467 Roderic de Borja i Escriva 1472 - 1436 Gaston IV 1472 |
| Król Anglii                                | - 1470 Henryk VI 1471 - 1471 Edward IV 1483 |
| Król Aragonii i Walencji, hrabia Barcelony | - 1458 Jan II Aragoński 1479 |
| Władca Azteków                             | - 1468 Axayacatl 1481 |
| Elektor Brandenburgii                      | - 1440 Fryderyk II Żelazny 1471 - 1471 Albrecht III Achilles 1486 |
| Książę Bawarii-Landshut                    | - 1450 Ludwik IX Bogaty 1479 |
| Książę Bawarii-Monachium                   | - 1460 Zygmunt 1501 - 1465 Albert IV Mądry 1503 |
| Książę Burgundii                           | - 1467 Karol Śmiały 1477 |
| Sułtan Brunei                              | - 1433 Sulaiman 1473 |
| Cesarz Chin                                | - 1464 Chenghua 1487 |
| Król Cypru                                 | - 1464 Jakub II 1473 |
| Król Czech                                 | - 1458 Jerzy z Podiebradów 1471 - 1469 Maciej Korwin 1490 |
| Król Danii                                 | - 1448 Chrystian I 1481 |
| Dalajlama                                  | - 1391 Gendun Drup 1474 |
| Władca Egiptu                              | - 1468 Ka'itbaj 1496 |
| Cesarz Etiopii                             | - 1468 Beyde Marjam I 1478 |
| Król Francji                               | - 1461 Ludwik XI 1483 |
| Hrabia Holandii                            | - 1467 Karol Śmiały 1477 |
| Władca Inków                               | - 1438 Pachacutec 1471 - 1471 Tupac Yupanqui 1493 |
| Cesarz Japonii                             | - 1464 Go-Tsuchimikado 1500 |
| Kalif                                      | - 1455 Al-Mustandżid 1479 |
| Król Kastylii i Leónu                      | - 1454 Henryk IV 1474 |
| Patriarcha Konstantynopola                 | - 1466 Dionizy I 1471 - 1471 Symeon I z Trapezuntu 1474 |
| Władca Korei                               | - 1469 Sŏngjong 1494 |
| Wielki książę litewski                     | - 1440 Kazimierz IV Jagiellończyk 1492 |
| Cesarz Majapahitu                          | - 1466 Suraprabhawa 1474 |
| Książę Mediolanu                           | - 1466 Galeazzo Maria 1476 |
| Senior Monako                              | - 1458 Lambert Grimaldi 1494 |
| Wielki książę moskiewski                   | - 1462 Iwan III Srogi 1505 |
| Król Nawarry                               | - 1441 Jan II Aragoński 1479 |
| Król Norwegii                              | - 1450 Chrystian I 1481 |
| Sułtan Omanu                               | - 1451 Umar ibn al-Chattab 1490 |
| Elektor Palatynatu                         | - 1449 Fryderyk I 1476 |
| Papież                                     | - 1464 Paweł II 1471 - 1471 Sykstus IV 1484 |
| Król Portugalii                            | - 1438 Alfons V 1481 |
| Cesarz Rzymski (niemiecki)                 | - 1440 Fryderyk III Habsburg 1493 |
| Kapitanowie Regenci San Marino             | - 1470 Fabrizio di Pier Leone Corbelli Riccio di Andrea 1471 - 1471 Giacomo di Marino Cecco di Giovanni da Valle 1471 - 1471 Giacomo d'Antonio Sammaritani Marino di Venturino 1472 |
| Elektor Saksonii                           | - 1464 Ernest Wettyn 1486 |
| Król Szkocji                               | - 1460 Jakub III 1488 |
| Król Szwecji                               | - 1471 Sten Sture Starszy 1497 |
| Król Tajlandii                             | - 1448 Borommatrailokkanat 1488 |
| Sułtan Turków                              | - 1451 Mehmed II Zdobywca 1481 |
| Doża Wenecji                               | - 1468 Mikołaj Tron 1473 |
| Król Węgier                                | - 1458 Maciej Korwin 1490 |
| Cesarz Wietnamu                            | - 1460 Lê Thánh Tông 1497 |
| Wielki mistrz zakonu krzyżackiego          | - 1470 Henryk Reffle von Richtenberg 1477 |

Rok 1471 / MCDLXXI
stulecia: XIV wiek ~
XV wiek ~
XVI wiek

lata: 1461 «
1466 «
1467 «
1468 «
1469 «
1470 «
1471
» 1472
» 1473
» 1474
» 1475
» 1476
» 1481

## Wydarzenia w Polsce
- 2 października – wojska polskie pod dowództwem Piotra Dunina wyruszyły z 13 letnim królewiczem Kazimierzem po koronę Węgier.

- Konrad X Biały po śmierci brata, Konrada IX Czarnego, objął ziemie górnośląskie.
- W związku z walką o koronę węgierską dla Jagiellonów w Nitrze oraz kilku mniejszych węgierskich zamkach pozostawało kilka tysięcy wojsk polskich pod wodzą Pawła Jasieńskiego, które atakowały Górne Węgry.

## Wydarzenia na świecie
- 11 kwietnia – Edward IV York powrócił na tron angielski po odsunięciu od władzy Henryka VI Lancastera.
- 14 kwietnia – Wojna Dwóch Róż: w bitwie pod Barnet Edward IV York pokonał siły hrabiego Warwick Richarda Neville'a.
- 4 maja – Wojna Dwóch Róż: król Edward IV pokonał Lancasterów w bitwie pod Tewkesbury.
- 21 maja – były król Anglii Henryk VI został ścięty w Tower of London.
- 9 sierpnia – Sykstus IV został wybrany na papieża.
- 10 października – zwycięstwo Szwedów nad Duńczykami w bitwie pod Brunkeberg.
- 21 grudnia – portugalski żeglarz João de Santarém odkrył Wyspę Świętego Tomasza.

- Portugalczycy przekroczyli równik u wybrzeży Afryki.
- Portugalczycy odkryli Wyspy Kanaryjskie i Azory.
- Władysław Jagiellończyk został koronowany na króla Czech.

## Urodzili się
- 21 maja – Albrecht Dürer, malarz niemiecki (zm. 1528)
- 7 października – Fryderyk I Oldenburg, król Danii i Norwegii (zm. 1533)

## Zmarli
- 18 stycznia – Go-Hanazono, cesarz Japonii (ur. 1419)
- 21 lutego – Jan Rokycana, czeski teolog i kaznodzieja, utrakwista, arcybiskup Pragi (ur. ok. 1396)
- 22 marca – Jerzy z Podiebradów, król Czech (ur. 1420)
- 21 maja - Henryk VI Lancaster, król Anglii (ur. 1421)
- 25 lipca – Jan Soreth, francuski karmelita, błogosławiony katolicki (ur. 1394)
- 26 lipca – Paweł II, papież, właśc. Pietro Barbo (ur. 1417)
- 14 sierpnia – Konrad IX Czarny, książę oleśnicki (ur. ok. 1417)
- data dzienna nieznana:
  - Pachachutec, król Inków (ur.?)